# 東川真紀
東川 真紀（ひがしかわ まき、1973年7月23日 - ）は、日本のフリーアナウンサー。宮崎県出身。

## 来歴
宮崎県立都城泉ヶ丘高等学校、大分県立芸術文化短期大学、作陽音楽大学を卒業後に都城ケーブルテレビ、宮崎シティFMでキャスターを務める。

## 担当番組
- HGX（NHK鹿児島放送局） - 司会（2000年4月 - 2003年3月）